# Вікторія Де Анджеліс
Вікто́рія Де А́нджеліс (італ. Victoria De Angelis; 28 квітня 2000, Рим, Італія) — італійська басистка, композиторка та діджейка. Бас-гітаристка італійського рок-гурту «Måneskin», який переміг на «Євробаченні-2021» з піснею «Zitti e buoni».

## Біографія
Народилася 28 квітня 2000 року в Римі. Наполовину данка. Її мати родом з Данії. Попри те, що вона виросла в Римі, добре говорить данською.
Почала грати на гітарі у 8 років і відвідувала музичну школу в середній школі, де почала грати на бас-гітарі в 11 років. Відвідувала наукову середню школу ім. Дж. Ф. Кеннеді, де познайомилася з гітаристом Томасом Раджі; 2015 року вони разом зі співаком Даміано Давідом заснували гурт «Måneskin». Назва гурту походить із данської й означає «місячне сяйво». З чуток, саме Вікторія розмістила оголошення про створення гурту на шкільній дошці оголошень.
2017 року гурт «Måneskin» брав участь у «X Factor», виступивши з піснями «I'll die like a king», а також «Back home». Успішний виступ на музичному фестивалі Санремо 2021 року дав змогу молодим артистам представити Італію на конкурсі «Євробачення-2021» з піснею «Zitti e buoni», фінал якого відбувся в Роттердамі 22 травня 2021 року. Переможцем конкурсу стала Італія.

## Особисте життя
Де Анджеліс — лесбійка, що раніше ідентифікувала себе як бісексуалка. За її словами, її ідентичність розвивається. Вона перебуває у стосунках із моделлю Луною Пассос.